# Пора менять лысую резину!
«Пора менять лысую резину!» — белорусский политический лозунг. Был придуман в 2010 году и активно использовался на акциях протеста 2010, 2020 и 2021 года. Лозунг использует метафору, в котором «лысая резина» сравнивается с головой Александра Лукашенко.

## История
Лозунг был придуман кандидатом на пост президента Беларуси Андреем Санниковым в 2010 году. Он стал одним из основных слоганов на декабрьской акции протеста в Минске 2010 года. Призывы «менять лысую резину» звучали на акциях протеста в 2015 году. Вновь лозунг появился на манифестациях 2020 и 2021 года. Слоган также скандировался на акциях солидарности белорусов диаспоры в Киеве и Варшаве в 2021 году.

## Анализ
В лозунге используется языковая игра, ирония и метафора. В нём «лысая резина» сравнивается с головой Александра Лукашенко. Также лозунгом создаётся противопоставление «достойный — недостойный», где новый президент является более достойным, чем предыдущий. Слоган воздействует путём косвенного обращения, поскольку прямая форма может восприниматься агрессивно.

## Оценки
Портал UDF.BY назвал слоган самым ярким и образным из всех десяти посланий, с которыми кандидаты в президенты обращались к электорату на выборах в Беларуси 2010 года.